# Hadena niveifera
Hadena niveifera là một loài bướm đêm trong họ Noctuidae.